# Campeonato Mundial de Ginástica Aeróbica de 2004
O IX Campeonato Mundial de Ginástica Aeróbica transcorreu entre os dias 3 e 5 de junho de 2004, na cidade de Sofia, Bulgária.

## Resultados

### Equipes
| Pos.              | País     | Ginastas | Pontos |
| ----------------- | -------- | --- | ------ |
| Medalha de ouro   | Roménia  | Tania Mihaela Pohoata, Mirela Rusu, Daniela Nicolai Aurelia Ciurea Constantina Madalina Cioveie, Cristina Marin | 20,382 |
| Medalha de prata  | Rússia   | Danila Shohin, Pavel Grishin, Inna Soltatenko, Natalia Morgunova, Maria Mamontova, Alexander Golenko            | 19,638 |
| Medalha de bronze | China    | Wei Yu, Song Yan, Hongbin Tang, Shijian He, Jinping Ao, Yong Qin                                                | 19,600 |
| 4                 | Espanha  | Marta Casulleras, Xavier Alegret, Saray Martin, Israel Carrasco, Rosa Alvarez, Jonatan Canada                   | 19,578 |
| 5                 | Bulgária | Ludmila Kovatcheva, Galina Lazarova, Velislava Milanova, Margarita Stoyanova, Marian Kolev, Hristian Busarov    | 19,265 |
| 6                 | Rússia   | Elena Kurochkina, Anastasia Alexeeva, Elena Kopylova, Eugenia Anisimova, Natalia Volina, Anna Kovaleva          | 18,826 |
| 7                 | França   | Xavier Julien, Nicolas Brunet, Grégory Alcan, Harold Lorenzi, Josian Bouille, Gaylord Oubrier                   | 18,100 |
| 8                 | Bulgária | Galina Ivanova, Vili Buhalova, Lina Topurkova, Radostina Milenova, Iva Ivanova, Ivelina Nikolova                | 17,826 |

### Individual Masculino
| Pos.              | País    | Ginasta             | Pontos |
| ----------------- | ------- | ------------------- | ------ |
| Medalha de ouro   | França  | Grégory Alcan       | 20,100 |
| Medalha de prata  | Roménia | Remus Nicolai       | 19,550 |
| Medalha de bronze | Rússia  | Sergei Konstantinov | 19,400 |
| 4                 | Espanha | Israel Carrasco     | 19,200 |
| 5                 | Rússia  | Alexander Golenko   | 18,800 |
| 6                 | Itália  | Vito Iaia           | 18,450 |
| 7                 | China   | Bo Song             | 18,400 |
| 8                 | França  | Adrien Galo         | 18,000 |

### Individual Feminino
| Pos.              | País          | Ginasta                 | Pontos |
| ----------------- | ------------- | ----------------------- | ------ |
| Medalha de ouro   | Nova Zelândia | Angela McMillan         | 19,850 |
| Medalha de prata  | Itália        | Giovanna Lecis          | 19,400 |
| Medalha de bronze | Roménia       | Tania Mihaela Pohoata   | 19,400 |
| 4                 | Portugal      | Ana Macanita            | 19,100 |
| 5                 | Roménia       | Daniela Izabela Lacatus | 19,050 |
| 6                 | Bulgária      | Ludmila Kovatcheva      | 18,850 |
| 7                 | Espanha       | Elmira Dassaeva         | 18,600 |
| 8                 | Japão         | Yuriko Ito              | 18,500 |

### Dupla Mixta
| Pos.              | País          | Ginastas                                                   | Pontos |
| ----------------- | ------------- | ---------------------------------------------------------- | ------ |
| Medalha de ouro   | Bulgária      | Galina Lazarova e Marian Kolev                             | 19,780 |
| Medalha de prata  | Espanha       | Alba de Las Heras e Jonatan Canada                         | 19,750 |
| Medalha de bronze | Roménia       | Remus Nicolai e Daniela Izabela Lacatus                    | 19,700 |
| 4                 | Itália        | Wilkie Satti Sanchez e Giovanna Lecis                      | 19,250 |
| 5                 | Coreia do Sul | In-Young Choi e Jong-Kun Song                              | 18,800 |
| 6                 | Rússia        | Elena Kopylova e Aleksander Shulga                         | 18,530 |
| 7                 | Brasil        | Marcisnei Oliveira e Juliana Antero                        | 18,400 |
| 8                 | Chile         | Jean-Paul Olivares Arancibia e Carolina Paz Chacon Molinez | 18,050 |

### Trio
| Pos.              | País          | Ginastas                                                                                       | Pontos |
| ----------------- | ------------- | ---------------------------------------------------------------------------------------------- | ------ |
| Medalha de ouro   | Brasil        | Cibele Rosito Oliani, Marina Lopez, Marcela Lopez                                              | 20,624 |
| Medalha de prata  | Roménia       | Aurelia Ciurea Constantina Madalina Cioveie, Raluca Elena Babaligea                            | 20,400 |
| Medalha de bronze | Roménia       | Mirela Rusu, Daniela Nicolai Cristina Marin                                                    | 19,641 |
| 4                 | Bulgária      | Velislava Milanova, Margarita Stoyanova, Assia Ramizova                                        | 19,532 |
| 5                 | Espanha       | Israel Carrasco, Rosa Alvarez, Jonatan Canada                                                  | 19,217 |
| 6                 | Rússia        | Inna Soltatenko, Eugenia Anisimova, Maria Mamontova                                            | 18,844 |
| 7                 | Chile         | Jean-Paul Olivares Arancibia, Carolina Paz Chacon Molinez, Christian Edison Olivares Arancibia | 18,717 |
| 8                 | Nova Zelândia | Joanna Aitken, Danica Aitken, Kelly Aitken                                                     | 18,703 |

### Ranking por Equipes
| Pos.              | País          | Pontos |
| ----------------- | ------------- | ------ |
| Medalha de ouro   | Roménia       | 7      |
| Medalha de prata  | Espanha       | 18     |
| Medalha de bronze | Bulgária      | 18     |
| 4                 | Rússia        | 18     |
| 5                 | França        | 26     |
| 6                 | Itália        | 37     |
| 7                 | China         | 43     |
| 8                 | Coreia do Sul | 46     |
| 9                 | Hungria       | 96     |
| 10                | Lituânia      | 115    |

## Quadro de Medalhas
| Pos. | País          | Medalha de ouro | Medalha de prata | Medalha de bronze | Total |
| ---- | ------------- | --------------- | ---------------- | ----------------- | ----- |
| 1    | Roménia       | 2               | 2                | 3                 | 7     |
| 2    | Bulgária      | 1               | 0                | 1                 | 2     |
| 3    | Brasil        | 1               | 0                | 0                 | 1     |
| 3    | França        | 1               | 0                | 0                 | 1     |
| 3    | Nova Zelândia | 1               | 0                | 0                 | 1     |
| 6    | Espanha       | 0               | 2                | 0                 | 2     |
| 7    | Rússia        | 0               | 1                | 1                 | 2     |
| 8    | Itália        | 0               | 1                | 0                 | 1     |
| 9    | China         | 0               | 0                | 1                 | 1     |

## Ligações Externas
- (em inglês) ou (em francês) FIG
- (em inglês) ou (em francês) Resultados da competição/FIG